# Магрітт (кінопремія)
Премія Магрітт (фр. Magritte du cinéma) — кінематографічна нагорода, що надається з 2011 року Академією Андре Дельво Бельгії за кінематографічні досягнення в бельгійській кіноіндустрії.
Церемонія вручення премії, що відбувається щороку в лютому, вважається аналогом французького «Сезара» або американського «Оскара», та є однією з визначних церемоній нагородження у Бельгії.

## Історія
У 2010 році дві асоціації заснували Академію Андре Дельво — Союз французьких кінопродюсерів (фр. Union des producteurs de films francophones, UPFF) на чолі з президентом Патріком Куінетом і асоціація авторів Pro Spère на чолі з Люком Жабоном. Метою створення Академії було об'єднання п'яти галузей кіноіндустрії, що включають акторів, режисерів, продюсерів, технічний персонал і письменників-сценаристів. Після скасування церемоній нагородження Премією Жозефа Плато, яка була поглинена Гентським міжнародним кінофестивалем у 2007 році, та відсутності в Бельгії національної кінематографічної премії, Академія Андре Дельво заснувала Премію Магрітта.
Премію названо на честь художника-сюрреаліста Рене Магрітта. Дозвіл на використання Академією імені художника було надано Чарлі Герсковікі, засновником Фонда Магрітта. Статуетка нагороди була створена Ксав'є Ластом, бельгійським дизайнером, який черпав натхнення у плакаті під назвою «Незабутні моменти кіно» (фр. Moments inoubliables du cinema), створеним Рене Магріттом для кінофестивалю 1958 року.

## Правила і голосування
Процедура голосування в Академії Андре Дельво, почесними членами якої, станом на 2015 рік, є 800 осіб, відбувається в Інтернеті (на офіційному сайті Магрітт дю Сінема [Архівовано 6 грудня 2012 у Archive.is]) у 2 тури: перший визначає кандидатів, другий — переможців. Списки, за якими члени Академії Андре Дельво проводять голосування, складаються Радою Академії. Вони включають в себе всіх бельгійських митців (або тих, хто проживав у Бельгії протягом 5 років), які брали участь хоча би в одному з фільмів, що претендує на відзнаку. Для участі в конкурсі приймаються фільми, які демонструвалися в кінотеатрах Бельгії принаймні протягом тижня між 15 жовтня попереднього і 15 жовтня поточного року. У грудні збірка цих фільмів на DVD-носіях вирушає для голосування членам Академії.
Усі члени Академії мають право голосу в більшості категорій, за винятком Почесного Магрітта, одержувачі якого визначаються Радою директорів Академії. Після оголошення номінацій у січні, проходять спеціальні покази фільмів-номінантів на Премію Магрітт.

## Категорії
Поточні нагороди
| Категорія                                       | Оригінальна назва                                    | Рік    |
| ----------------------------------------------- | ---------------------------------------------------- | ------ |
| Найкращий фільм                                 | Magritte du meilleur film                            | з 2011 |
| Найкращий режисер                               | Magritte du meilleur réalisateur                     | з 2011 |
| Найкращий фламандський фільм                    | Magritte du meilleur film flamand                    | з 2012 |
| Найкращий іноземний фільм спільного виробництва | Magritte du meilleur film étranger en coproduction   | з 2012 |
| Найкращий перший фільм                          | Magritte du premier film                             | з 2013 |
| Найкращий актор                                 | Magritte du meilleur acteur                          | з 2011 |
| Найкраща акторка                                | Magritte de la meilleure actrice                     | з 2011 |
| Найкращий актор другого плану                   | Magritte du meilleur acteur dans un second rôle      | з 2011 |
| Найкраща акторка другого плану                  | Magritte de la meilleure actrice dans un second rôle | з 2011 |
| Найперспективніший актор                        | Magritte du meilleur espoir masculin                 | з 2011 |
| Найперспективніша акторка                       | Magritte du meilleur espoir féminin                  | з 2011 |
| Найкращий оригінальний або адаптований сценарій | Magritte du meilleur scénario original ou adaptation | з 2011 |
| Найкращий оператор                              | Magritte de la meilleure image                       | з 2011 |
| Найкращі костюми                                | Magritte des meilleurs costumes                      | з 2011 |
| Найкращі декорації                              | Magritte de la meilleure image                       | з 2011 |
| Найкращий монтаж                                | Magritte du meilleur montage                         | з 2011 |
| Найкращий звук                                  | Magritte du meilleur son                             | з 2011 |
| Найкраща оригінальна музика                     | Magritte de la meilleure musique originale           | з 2011 |
| Найкращий короткометражний ігровий фільм        | Magritte du meilleur court-métrage de fiction        | з 2011 |
| Найкращий короткометражний анімаційний фільм    | Magritte du meilleur court-métrage d'animation       | з 2016 |
| Найкращий документальний фільм                  | Magritte du meilleur documentaire                    | з 2011 |
| Почесний «Магрітт»                              | Magritte d'honneur                                   | з 2011 |

Скасовані нагороди
| Категорія                             | Оригінальна назва                  | Рік         |
| ------------------------------------- | ---------------------------------- | ----------- |
| Приз глядацьких симпатій              | Prix du public                     | 2011-2012   |
| Найкращий фільм спільного виробництва | Magritte du meilleure coproduction | лише у 2011 |
| Найкращий короткометражний фільм      | Magritte du meilleur court-métrage | 2011-2015   |

## Церемонії
Нижче наведено список всіх церемоній нагородження Премією «Магрітт».
| Церемонія | Дата          | Найкращий фільм    | Президент(и) церемонії        | Ведуч(а)ий            |
| --------- | ------------- | ------------------ | ----------------------------- | --------------------- |
| 1-ша      | 5 лютого 2011 | Пан Ніхто          | Жако ван Дормель              | Елена Ногуерра        |
| 2-га      | 4 лютого 2012 | Гіганти            | Бертран Таверньє              | Елена Ногуерра        |
| 3-тя      | 2 лютого 2013 | Після кохання      | Йоланда Моро                  | Фабриціо Ронджоне     |
| 4-та      | 1 лютого 2014 | Ернест і Селестіна | Емілі Дек'єнн                 | Фабриціо Ронджоне     |
| 5-та      | 7 лютого 2015 | Два дні, одна ніч  | Франсуа Дам'єн                | Шарлі Дюпон           |
| 6-та      | 6 лютого 2016 | Надновий заповіт   | Марі Жиллен                   | Шарлі Дюпон           |
| 7-ма      | 4 лютого 2017 | Перший, останній   | Вірджинія Ефіра               | Анн-Паскаль Клерамбур |
| 8-ма      | 3 лютого 2018 | Весілля            | Наташа Реньє                  | Фабриціо Ронджоне     |
| 9-та      | 2 лютого 2019 | Наші битви         | Вінсент Патар та Стефані Об'є | Алекс Візорек         |